# Markus Dürager
Markus Dürager (* 20. Februar 1990 in Radstadt) ist ein ehemaliger österreichischer Skirennläufer. Der Altenmarkter war auf die schnellen Disziplinen Abfahrt und Super-G spezialisiert.

## Biografie
Dürager stammt aus Altenmarkt im Pongau und besuchte die Skihandelsschule Schladming. Sein Vater ist Alpin-Sportwart und Verantwortlicher für den Nachwuchskader im Skiklub des Union Sportclub Altenmarkt, sein jüngerer Bruder Matthäus ist ebenfalls Skirennläufer. Dürager fuhr im Dezember 2005 seine ersten FIS-Rennen, wurde im März 2007 Österreichischer Jugendmeister (Altersklasse Jugend I) in der Abfahrt und kam im Dezember 2007 bei seinen Heimrennen in Zauchensee erstmals im Europacup zum Einsatz. Nachdem er im Jänner 2008 erstmals ein FIS-Rennen gewonnen hatte, nahm er im nächsten Monat an den Juniorenweltmeisterschaften 2008 in Formigal teil, wo er 16. in der Abfahrt wurde. Bei seinen zweiten Juniorenweltmeisterschaften 2010 in Megève wurde er 15. im Super-G und 20. in der Abfahrt.
Im Jahr 2008 wurde Dürager in den Kader des Österreichischen Skiverbandes (ÖSV) aufgenommen. Er erreichte am 12. Februar 2009 mit Platz neun in der Abfahrt von Sarntal/Reinswald sein erstes Top-10-Ergebnis im Europacup und erzielte knapp zwei Jahre später, am 11. Jänner 2012, mit Rang zwei in der Abfahrt von Val-d’Isère seinen ersten Podestplatz. Im Weltcup kam Dürager erstmals im März 2011 in Kvitfjell zum Einsatz, blieb aber sowohl in der Abfahrt als auch im Super-G ohne Punkte. In seinem dritten Weltcuprennen, der Hahnenkammabfahrt auf der Streif in Kitzbühel am 21. Jänner 2012, fuhr er mit Platz 30 erstmals in die Punkteränge. Am 16. Jänner 2013 feierte Dürager in der an zwei Tagen in zwei Durchgängen ausgetragenen Sprintabfahrt in Hinterstoder seinen ersten Sieg im Europacup.
Düragers bisher beste Weltcupergebnisse sind zwei 10. Plätze, in der Abfahrt von Bormio am 29. Dezember 2013 und im Super-G von Kitzbühel am 26. Januar 2014. In der Saison 2014/15 fuhr er lediglich zweimal in die Punkteränge. Am 28. November 2015 stürzte er in der Abfahrt von Lake Louise schwer. Dabei brach er sich das linke Schien- und Wadenbein sowie das linke Handgelenk.
Nach zwei Jahren Verletzungspause startete er in der Saison 2017/18 sein Comeback und belegte auf Anhieb Platz 1 bei der Nor-Am Cup Abfahrt in Lake Louise. Im Weltcup startete Dürager danach nur mehr bei einem Rennen. Bei der Weltcupabfahrt in Bormio sah er nicht das Ziel. Auch im Europacup blieben die Ergebnisse aus. Nach den österreichischen Meisterschaften im März 2019 beendete Dürager seine aktive Karriere.

## Erfolge

### Weltcup
- 2 Platzierungen unter den besten zehn

### Weltcupwertungen
| Saison  | Gesamt | Gesamt | Abfahrt | Abfahrt | Super-G | Super-G |
| Saison  | Platz  | Punkte | Platz   | Punkte  | Platz   | Punkte  |
| ------- | ------ | ------ | ------- | ------- | ------- | ------- |
| 2011/12 | 150.   | 1      | 51.     | 1       | -       | -       |
| 2013/14 | 67.    | 82     | 30.     | 56      | 32.     | 26      |
| 2014/15 | 130.   | 13     | 53.     | 9       | 55.     | 4       |

### Europacup
- Saison 2010/11: 10. Abfahrtswertung
- Saison 2011/12: 7. Abfahrtswertung
- Saison 2012/13: 2. Abfahrtswertung
- Saison 2014/15: 2. Abfahrtswertung
- 4 Podestplätze, davon 2 Siege:

| Datum           | Ort          | Land       | Disziplin |
| --------------- | ------------ | ---------- | --------- |
| 16. Jänner 2013 | Hinterstoder | Österreich | Abfahrt   |
| 16. Jänner 2015 | Zauchensee   | Österreich | Abfahrt   |

### Nor-Am Cup
- Saison 2017/18: 7. Abfahrtswertung
- 1 Sieg:

| Datum            | Ort         | Land   | Disziplin |
| ---------------- | ----------- | ------ | --------- |
| 5. Dezember 2017 | Lake Louise | Kanada | Abfahrt   |

### Juniorenweltmeisterschaften
- Formigal 2008: 16. Abfahrt
- Mont Blanc 2010: 15. Super-G, 20. Abfahrt

### Weitere Erfolge
- Österreichischer Jugendmeister (Jugend I) in der Abfahrt 2007
- 4 Siege in FIS-Rennen